# Alica Schmidt
Alica Schmidt (Worms, 8 novembre 1998) è una velocista tedesca.

## Progressione

### 400 metri piani
| Stagione | Misura | Luogo             | Data      | Rank. Mond. |
| -------- | ------ | ----------------- | --------- | ----------- |
| 2024     | 52"18  | Braunschweig      | 29-6-2024 |             |
| 2023     | 52"07  | Berlino           | 3-9-2023  |             |
| 2022     | 52"32  | Grosseto          | 22-5-2022 |             |
| 2021     | 52"72  | Wetzlar           | 10-7-2021 |             |
| 2020     | 52"21  | Braunschweig      | 9-8-2020  |             |
| 2019     | 53"66  | Berlino           | 4-8-2019  |             |
| 2018     | 54"61  | Ratisbona         | 3-6-2018  |             |
| 2017     | 54"23  | Mannheim          | 1-7-2017  |             |
| 2016     | 55"54  | Mönchengladbach   | 31-7-2016 |             |
| 2015     | 56"46  | Jena              | 1-8-2015  |             |
| 2014     | 57"87  | Monaco di Baviera | 12-7-2014 |             |
| 2013     | 59"80  | Platting          | 13-7-2013 |             |

## Palmarès
| Anno | Manifestazione  | Sede     | Evento        | Risultato    | Prestazione | Note                                     |
| ---- | --------------- | -------- | ------------- | ------------ | ----------- | ---------------------------------------- |
| 2017 | Europei U20     | Grosseto | 4x400 m       | Argento      | 3'33"08     |                                          |
| 2019 | Europei U23     | Gävle    | 4x400 m       | Bronzo       | 3'33"83     |                                          |
| 2022 | Mondiali        | Eugene   | 4x400 m mista | Semifinale   | 3'16"80     | [ 1 ]                                    |
| 2022 | Europei         | Monaco   | 400 m piani   | Semifinale   | 53"12       | [ 2 ]                                    |
| 2022 | Europei         | Monaco   | 4x400 m       | 5ª           | 3'26"09     | Miglior prestazione personale stagionale |
| 2023 | Mondiali        | Budapest | 4x400 m       | Semifinale   | 3'27"74     | [ 3 ]                                    |
| 2023 | Mondiali        | Budapest | 4x400 m mista | 7ª           | 3'14"27     | [ 4 ] [ 5 ]                              |
| 2024 | World Relays    | Nassau   | 4x400 m       | Rip olimpico | 3'32"12     | {                                        |
| 2024 | World Relays    | Nassau   | 4x400 m mista | Rip olimpico | 3'13"85     | [ 7 ]                                    |
| 2024 | Europei         | Roma     | 4x400 m       | 8ª           | 3'27"11     | [ 8 ]                                    |
| 2024 | Giochi olimpici | Parigi   | 4×400 m       | Batteria     | 3'26"95     |                                          |
| 2024 | Giochi olimpici | Parigi   | 4x400 m mista | Batteria     | 3'15"63     |                                          |

## Campionati nazionali
2018
- 6ª ai campionati tedeschi (Norimberga), 400 metri ostacoli - 1'00"02

2019
- 6ª ai campionati tedeschi (Berlino), 400 metri piani - 53"66

2020
- Batteria ai campionati tedeschi indoor (Lipsia), 400 metri piani - 54"78
- 4ª ai campionati tedeschi (Braunschweig), 400 metri piani - 52"21

2021
- 4ª ai campionati tedeschi indoor (Dortmund), 400 metri piani - 53"84
- 7ª ai campionati tedeschi (Braunschweig), 400 metri piani - 53"64

2022
- Argento ai campionati tedeschi indoor (Lipsia), 400 metri piani - 52"80
- Bronzo ai campionati tedeschi (Berlino), 400 metri piani - 52"42

2023
- 4ª ai campionati tedeschi indoor (Dortmund), 400 metri piani - 53"43
- Bronzo ai campionati tedeschi (Kassel), 400 metri piani - 52"37

2024
- Argento ai campionati tedeschi indoor (Lipsia), 400 metri piani - 52"95
- Bronzo ai campionati tedeschi (Braunschweig), 400 metri piani - 52"70